# ARC STYLE: ロボットレスキュー 〜トラップだらけの迷路パズル〜
『ARC STYLE: ロボットレスキュー ～トラップだらけの迷路パズル～』（アークスタイル ロボットレスキュー トラップだらけのめいろパズル、英題：Robot Rescue）は、ポーランドのゲームソフト開発会社テヨンが開発したニンテンドーDSiウェア用パズルゲーム。日本ではアークシステムワークスより2010年9月22日に発売された。

## ゲーム概要
同時に同じ方向に進んでしまうロボットを操作してすべてのロボットをゴールに導くパズルゲーム。ステージのいたるところにあるギミックを避けたり、それらギミックを上手く活用しなければクリアできないステージなどがある。
ソフトをダウンロードした本体を縦持ちにして遊ぶ。ステージ中は十字ボタンのみでロボットを操作する。全45ステージ。

## ギミック
ゴール
全てのロボットをここに移動させるとステージクリア。
スイッチ＆ドア
例えば、赤いスイッチを押すと赤いドアが開いたり閉まったりする。他の色でも同じようになる。1つのステージに複数の色のスイッチなどがある場合もある。
バクダン
踏んでしまうとゲームオーバーでステージ最初からやり直し。
ネバネバ
踏むと一回だけ動けなくなる。
ベルトコンベア
踏むと進んでた方向に強制的に移動し続ける。
ビリビリ
触れるとゲームオーバーでステージ最初からやり直し。
テレポータ＆てんそうさき
テレポータを踏むと同じマークの転送先にワープする。
コピーマシン＆コピー先
コピーマシンを踏むとコピー先にワープされ、尚且つロボットも作成されてしまう。ロボットが作成されると操作するロボットも増える。

## 続編
- ロボットレスキュー3D（ニンテンドー3DSダウンロード専用ソフト）
- ロボットレスキューREVOLUTION（PlayStation 3ダウンロード専用ソフト）